# La police a les mains liées
Pour plus de détails, voir Fiche technique et Distribution.
La police a les mains liées, aussi connu sous le titre Boites à fillettes ou Les Dossiers rouges de la mondaine (titre original : La polizia ha le mani legate) est un néo-polar italien, réalisé par Luciano Ercoli, sorti en 1975, avec Claudio Cassinelli, Franco Fabrizi et Arthur Kennedy dans les rôles principaux. Ercoli s'inspire de l'attentat de la piazza Fontana commis à Milan en 1969 pour réaliser ce film.

## Synopsis
Dans un hôtel milanais ou se déroule une conférence internationale, une bombe explose et fait plusieurs morts et blessés parmi les représentants des nombreux pays étrangers présents. Le commissaire de la brigade anti-vol Luigi Balsamo (Franco Fabrizi) parvient à retrouver l'un des terroristes mais il manque son interpellation. Quand Balsamo est assassiné, le procureur Armando Di Federico (Arthur Kennedy) décide de confier l'enquête au commissaire de la brigade anti-drogue Matteo Rolandi (Claudio Cassinelli) qui était présent le jour de l'attentat pour une autre affaire.

## Fiche technique
- Titre : La police a les mains liées
- Titre original : La Polizia ha le mani legate
- Réalisation : Luciano Ercoli
- Scénario : Mario Bregni et Gianfranco Calligarich
- Photographie : Marcello Gatti
- Musique : Stelvio Cipriani
- Montage : Angelo Curi
- Décors : Giorgio Luppi
- Production : Alessandro Calosci
- Société(s) de production : Produzioni Atlas Consorziate
- Pays de production :  Italie
- Genre : Néo-polar italien
- Durée : 93 minutes
- Dates de sortie :
  - Italie : 27 mars 1975
  - France : 26 septembre 1979

## Distribution
- Claudio Cassinelli : commissaire Matteo Rolandi
- Franco Fabrizi : Luigi Balsamo
- Arthur Kennedy : Armando Di Federico
- Sara Sperati : Papaya Girotti
- Bruno Zanin : Franco Ludovisi
- Valeria D'Obici : Falena
- Francesco D'Adda : Bondi
- Paolo Poiret (it) : Rocco Altieri
- Giuliana Rivera : Giuliana Rolandi
- Elio Jotta (it)
- Franco Moraldi
- Enzo Fisichella
- Walter Valdi (it)
- Fausto Tommei (it)
- Sergio Tardioli (it)
- Ugo Bologna
- Guido Spadea (it)
- Giovanni Cianfriglia
- Annibale Papetti (it)

## À noter
- Ce film a été tourné à Milan.
- Dans le film, l'assassinat du policier Luigi Balsamo est opéré avec un pistolet caché dans un parapluie. Cela évoque, par anticipation, le parapluie bulgare qui a été utilisé pour tuer une dissident bulgare, Guéorgui Markov a Londres en 1978.